# 北区 (莫斯科)
北区是莫斯科东北行政区的一区，面积10.29平方公里，人口55,740人。物理技术站、诺沃达奇纳亚站和多尔戈普鲁德内站在该区内。它与莫斯科市的利亚诺佐沃区及莫斯科州的多尔戈普鲁德内和梅季希区。